# Wettina octopora
Wettina octopora är en kvalsterart som beskrevs av Cook. Wettina octopora ingår i släktet Wettina och familjen Pionidae. Inga underarter finns listade i Catalogue of Life.